# Tangenstétel

Háromszög esetén, α, β és γ jelöli az a, b és c oldalakkal szemközti szögeket

A tangenstétel egy geometriai tétel, miszerint egy tetszőleges háromszög két oldalára és az oldalakkal szemben fekvő szögekre igaz a következő összefüggés:

## Bizonyítás
A szinusztétel értelmében:
{\displaystyle {\frac {a}{\sin \alpha }}={\frac {b}{\sin \beta }}.}
Legyen
{\displaystyle d={\frac {a}{\sin \alpha }}={\frac {b}{\sin \beta }},}
így
{\displaystyle a=d\sin \alpha {\text{ és }}b=d\sin \beta ,}
amiből
{\displaystyle {\frac {a+b}{a-b}}={\frac {d\sin \alpha +d\sin \beta }{d\sin \alpha -d\sin \beta }}={\frac {\sin \alpha +\sin \beta }{\sin \alpha -\sin \beta }}.}
A két szinusz összegére vonatkozó képlet
{\displaystyle \sin \alpha \pm \sin \beta =2\sin \left({\frac {\alpha \pm \beta }{2}}\right)\cos \left({\frac {\alpha \mp \beta }{2}}\right)\;}
használatával a következő alakot kapjuk:
{\displaystyle {\frac {a+b}{a-b}}={\frac {2\sin {\frac {\alpha +\beta }{2}}\cos {\frac {\alpha -\beta }{2}}}{2\sin {\frac {\alpha -\beta }{2}}\cos {\frac {\alpha +\beta }{2}}}}=\ {\frac {\mathrm {tg} {\frac {\alpha +\beta }{2}}}{\mathrm {tg} {\frac {\alpha -\beta }{2}}}}.}
Ezzel a tételt bebizonyítottuk.